# Фетняев, Иван Тимофеевич
Иван Тимофеевич Фетняев (9 апреля 1917, Старая Яблонка, Саратовская губерния — 27 августа 1994, Минск) — командир дивизиона артиллерийского полка, участник Великой Отечественной войны, Герой Советского Союза.

## Биография

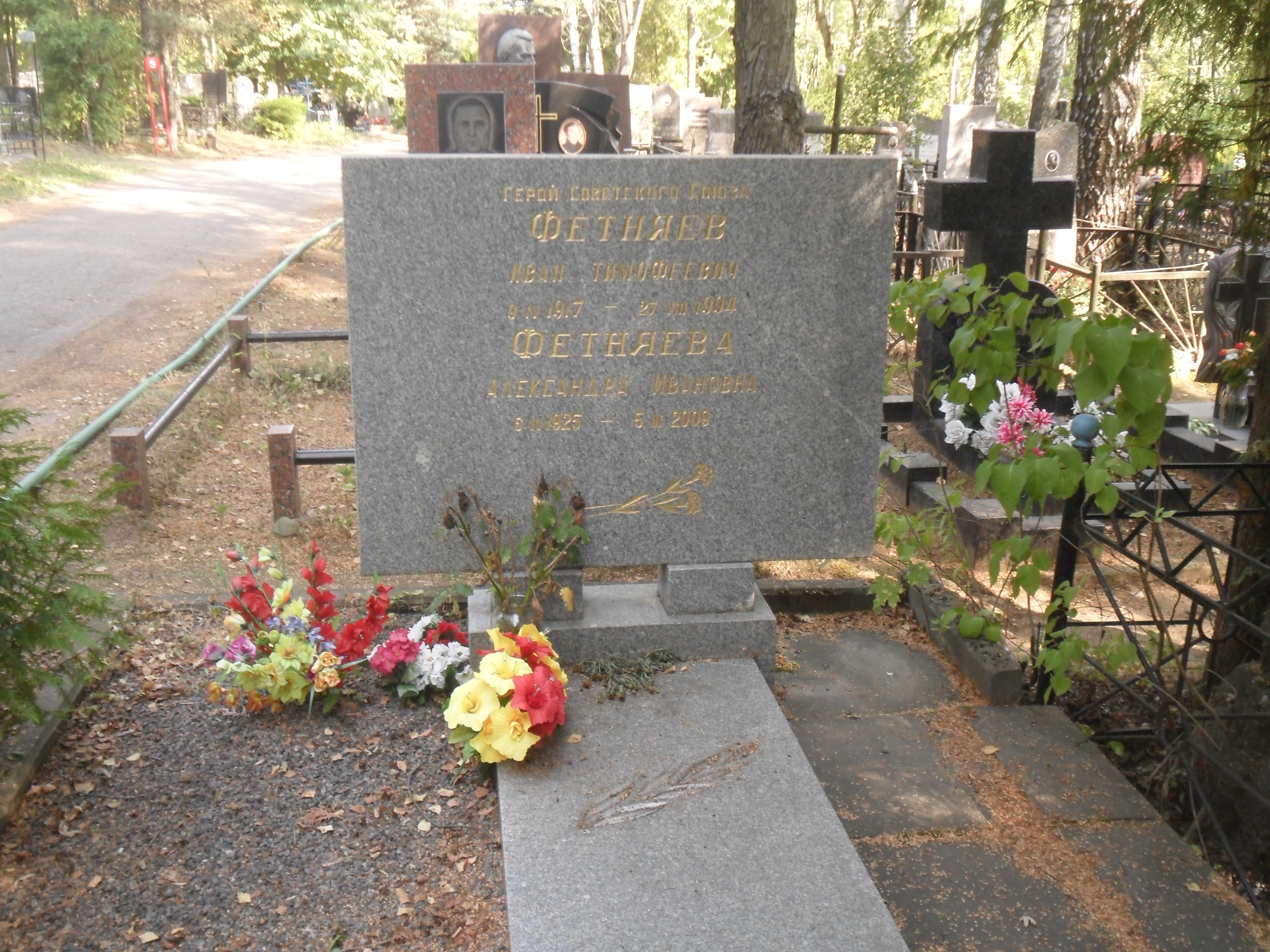
Могила Фетняева на Восточном кладбище Минска

Иван Тимофеевич родился 9 апреля 1917 года в селе Старая Яблонка                       (Хвалынского района Саратовской области). Окончил школу ФЗУ при цемзаводе "Большевик" (сейчас ГБПОУ СО «Вольский строительный лицей») работал электромонтером до 1936 года на Вольской подстанции "Электроток" при заводе "Большевик". Работал электромонтёром на электростанции в Вольске.
С 1938 года служил в Красной армии, окончил курсы младших лейтенантов.
С июля 1942 года — в боях Великой Отечественной войны на Южном, Сталинградском, Воронежском, Донском, Степном и 2-м Украинском фронтах. Был ранен 29 августа 1942. В 1942 году вступил в ВКП(б).
В сентябре 1943 года участвовал в форсировании Днепра в районе села Домоткань. Фетняев участвовал в рекогносцировке местности и разработке плана переправы через реку. Он предложил перебросить его подразделение одним из первых. В то время как остальная артиллерия расположилась на левом берегу реки, дивизион Фетняева развернулся на вражеском. За время боя было отражено более семидесяти атак противника. Плацдарм был удержан, что способствовало переправе остальных подразделений через Днепр.
За мужество и героизм 26 октября 1943 года Фетняеву Ивану Тимофеевичу присвоено звание Героя Советского Союза с вручением ордена Ленина и медали «Золотая Звезда».
В 1947 году окончил Высшую артиллерийскую школу (Ленинград), в 1955 году — Центральные курсы усовершенствования офицерского состава артиллерии. Уволен в запас в 1958 году в звании подполковника.
В 1960 году после болезни более 20 лет работал в качестве мастера, электрика – монтажника, наладчика 6 го разряда на Минском заводе счетных машин имени Г.К. Орджоникидзе. Был участником выпуска первого белорусского компьютера. Первым в серии электронно-вычислительных машин под общим названием «Минск», которая прославила название белоруской столицы по всему миру.
Жил в Минске. Умер 27 августа 1994 года. Похоронен на Восточном кладбише в Минске.

## Награды
- Звание Героя Советского Союза (26.10.1943)[4]:
  - медаль «Золотая Звезда»,
  - орден Ленина;
- орден Красного Знамени (15.03.1943)[5];
- орден Богдана Хмельницкого 3-й степени (31.10.1944)[3];
- два ордена Отечественной войны 1-й степени (25.7.1943[6], 11.3.1985[7]);
- два ордена Красной Звезды;
- медали, в том числе:
  - медаль «За боевые заслуги» (9.10.1942)[2];
  - медаль «За оборону Сталинграда»[6].